# Julianów (gmina)
Julianów (przejściowo Juljanów) – dawna gmina wiejska istniejąca do 1954 roku w woj. kieleckim. Siedzibą władz gminy był Julianów, a następnie Wólka Lipowa. 
Gminę zbiorową Ruda Kościelna utworzono 13 stycznia 1867 w związku z reformą administracyjną Królestwa Polskiego. Gmina weszła w skład nowego powiatu opatowskiego w guberni radomskiej i liczyła 1894 mieszkańców. 13 stycznia 1870 do gminy przyłączono pozbawione praw miejskich Gliniany.
W okresie międzywojennym gmina Juljanów należała do powiatu opatowskiego w woj. kieleckim. 1 kwietnia 1927 z gminy Julianów wyłączono kolonię Stróża, włączając ją do gminy Ożarów.
Po wojnie gmina zachowała przynależność administracyjną. Według stanu z dnia 1 lipca 1952 roku gmina składała się z 17 gromad: Bronisławów, Brzozowa, Duranów, Gliniany, Julianów, Maksymów, Mieczysławów, Nowe, Potok, Potok kol., Słupia Nadbrzeżna, Słupia Nadbrzeżna kol., Tadeuszów, Teofilów, Wesołówka, Wólka Lipowa i Wólka Tarłowska.
Jednostka została zniesiona 29 września 1954 roku wraz z reformą wprowadzającą gromady w miejsce gmin. Po reaktywowaniu gmin z dniem 1 stycznia 1973 roku gminy Julianów nie przywrócono, a jej dawny obszar wszedł głównie w skład gminy Tarłów w powiecie lipskim w tymże województwie.